# Elecciones regionales de Italia de 2020
Las elecciones regionales en Italia se llevaron a cabo durante 2020 en nueve de las veinte regiones. Las elecciones tuvieron lugar en Emilia-Romaña y Calabria el 26 de enero y tuvieron lugar en el Valle de Aosta, Campania, Liguria, Marcas, Apulia, Toscana y Véneto los días 20 y 21 de septiembre, junto con el referéndum constitucional.

## Resumen

### Elecciones presidenciales
| Calabria       | 26 de enero         | Mario Oliverio            |  | Partido Democrático | Jole Santelli       |  | Forza Italia        |
| Emilia-Romaña  | 26 de enero         | Stefano Bonaccini         |  | Partido Democrático | Stefano Bonaccini   |  | Partido Democrático |
| Valle de Aosta | 20–21 de septiembre | Renzo Testolin (interino) |  | Unión Valdostana    | Erik Lavévaz        |  | Unión Valdostana    |
| Apulia         | 20–21 de septiembre | Michele Emiliano          |  | Partido Democrático | Michele Emiliano    |  | Partido Democrático |
| Campania       | 20–21 de septiembre | Vincenzo De Luca          |  | Partido Democrático | Vincenzo De Luca    |  | Partido Democrático |
| Liguria        | 20–21 de septiembre | Giovanni Toti             |  | Cambiamo!           | Giovanni Toti       |  | Cambiamo!           |
| Marcas         | 20–21 de septiembre | Luca Ceriscioli           |  | Partido Democrático | Francesco Acquaroli |  | Hermanos de Italia  |
| Toscana        | 20–21 de septiembre | Enrico Rossi              |  | Partido Democrático | Eugenio Giani       |  | Partido Democrático |
| Véneto         | 20–21 de septiembre | Luca Zaia                 |  | Liga Norte          | Luca Zaia           |  | Liga Norte          |

## Resultados regionales

### Calabria
|  | 55,29 % |

|  | 30,14 % |

|  | 7,35 % |

|  | 7,22 % |

|  | 96,76 % |

|  | 2,46 % |

|  | 0,78 % |

|  | 44,33 % |

|  | 55,67 % |

### Emilia-Romaña
|  | 51,42 % |

|  | 43,63 % |

|  | 3,48 % |

|  | 0,47 % |

|  | 0,44 % |

|  | 0,30 % |

|  | 0,26 % |

|  | 97,96 % |

|  | 1,54 % |

|  | 0,50 % |

|  | 67,67 % |

|  | 32,33 % |

### Valle de Aosta
|  | 23,90 % |

|  | 15,80 % |

|  | 15,25 % |

|  | 8,87 % |

|  | 8,14 % |

|  | 6,36 % |

|  | 5,68 % |

|  | 4,98 % |

|  | 3,91 % |

|  | 2,83 % |

|  | 2,66 % |

|  | 1,64 % |

|  | 91,17 % |

|  | 5,20 % |

|  | 3,63 % |

|  | 70,50 % |

|  | 29,50 % |

### Apulia
|  | 46,78 % |

|  | 38,93 % |

|  | 11,12 % |

|  | 1,60 % |

|  | 0,89 % |

|  | 0,39 % |

|  | 0,17 % |

|  | 0,13 % |

|  | 92,56 % |

|  | 2,94 % |

|  | 4,50 % |

|  | 56,43 % |

|  | 43,57 % |

### Campania
|  | 69,48 % |

|  | 18,06 % |

|  | 9,93 % |

|  | 1,20 % |

|  | 1,07 % |

|  | 0,16 % |

|  | 0,10 % |

|  | 92,81 % |

|  | 2,87 % |

|  | 4,32 % |

|  | 55,52 % |

|  | 44,48 % |

### Liguria
|  | 56,13 % |

|  | 38,90 % |

|  | 2,42 % |

|  | 0,89 % |

|  | 0,52 % |

|  | 0,46 % |

|  | 0,24 % |

|  | 0,18 % |

|  | 0,17 % |

|  | 0,08 % |

|  | 95,29 % |

|  | 2,68 % |

|  | 2,02 % |

|  | 53,42 % |

|  | 46,58 % |

### Marcas
|  | 49,13 % |

|  | 37,29 % |

|  | 8,62 % |

|  | 2,30 % |

|  | 1,41 % |

|  | 0,56 % |

|  | 0,54 % |

|  | 0,16 % |

|  | 93,87 % |

|  | 6,13 % |

|  | 59,75 % |

|  | 40,25 % |

### Toscana
|  | 48,62 % |

|  | 40,46 % |

|  | 6,40 % |

|  | 2,23 % |

|  | 0,96 % |

|  | 0,90 % |

|  | 0,43 % |

|  | 95,06 % |

|  | 2,17 % |

|  | 2,77 % |

|  | 62,60 % |

|  | 37,40 % |

### Véneto
|  | 76,79 % |

|  | 15,72 % |

|  | 3,25 % |

|  | 0,88 % |

|  | 0,84 % |

|  | 0,76 % |

|  | 0,62 % |

|  | 0,59 % |

|  | 0,56 % |

|  | 97,25 % |

|  | 1,35 % |

|  | 1,40 % |

|  | 61,15 % |

|  | 38,85 % |